# Тумсово
Тумсово — деревня в составе  Аксёльского сельского поселения Темниковского района Республики Мордовия.

## География
Находится на расстоянии примерно 14 километров на восток-юго-восток от районного центра города Темников.

## История
Упоминается с 1869 года, когда она была учтена как казенная деревня Краснослободского уезда из 34 дворов, название по фамилии бывших владельцев – служилых татар Шурбиных.

## Население
Постоянное население составляло 16 человек (русские 100%) в 2002 году, 7 в 2010 году .